# Краснодембская, Эва
Эва Краснодембская (пол. Ewa Krasnodębska) — польская актриса театра, кино и телевидения.

## Биография
Эва Краснодембская родилась 9 июля 1925 года в Варшаве. Актёрское образование получила в Государственной высшей театральной школе в Лодзи. Дебютировала в театре в 1947. Актриса театров во Вроцлаве и Варшаве. Выступала в спектаклях «театра телевидения» в 1955—1977 гг. 

## Избранная фильмография
- 1949 — За вами пойдут другие / Za wami pójdą inni — Анна
- 1954 — Пятеро с улицы Барской / Piątka z ulicy Barskiej — Мария Радзишевская, сестра Зыгмунта
- 1955 — Волшебный велосипед / Zaczarowany rower — учительница польского языка
- 1956 — Необыкновенная карьера / Nikodem Dyzma — Нина Куницкая
- 1957 — Тинко / Tinko (ГДР) — фрау Клари
- 1959 — Скандал из-за Баси / Awantura o Basię — Станислава Ольшаньская
- 1961 — Тарпаны / Tarpany — Нина, жена Адама
- 1966 — Марыся и Наполеон / Marysia i Napoleon — Анетка Потоцкая
- 1966 — В логове обречённых / Zejście do piekła — Эва Боер
- 1972 — Адольф / Adolphe, ou l'âge tendre (Франция)
- 2008 — Ещё не вечер / Jeszcze nie wieczór — Мерилин
- 2010 — Феномен / Fenomen — Аурелия

## Признание
- 1955 — Золотой Крест Заслуги.
- 2008 — Серебряная Медаль «За заслуги в культуре Gloria Artis».